# Zeillern
Zeillern là một thị trấn ở huyện Amstetten trong bang Niederösterreich ở nước Áo. Đô thị này có diện tích 21,47 km², dân số năm 2001 là 1722 người.